# Olympia von Arco-Zinneberg
Pour les articles homonymes, voir Arco-Zinneberg.
Titre
Épouse du prétendant bonapartiste au trône de France
Depuis le 17 octobre 2019
(5 ans, 8 mois et 7 jours)
Olympia von und zu Arco-Zinneberg, née le 4 janvier 1988 à Munich, princesse Napoléon, est l'épouse du prince Jean-Christophe Napoléon (né en 1986), chef de la maison impériale française et prince Napoléon.

## Biographie

### Famille et vie privée

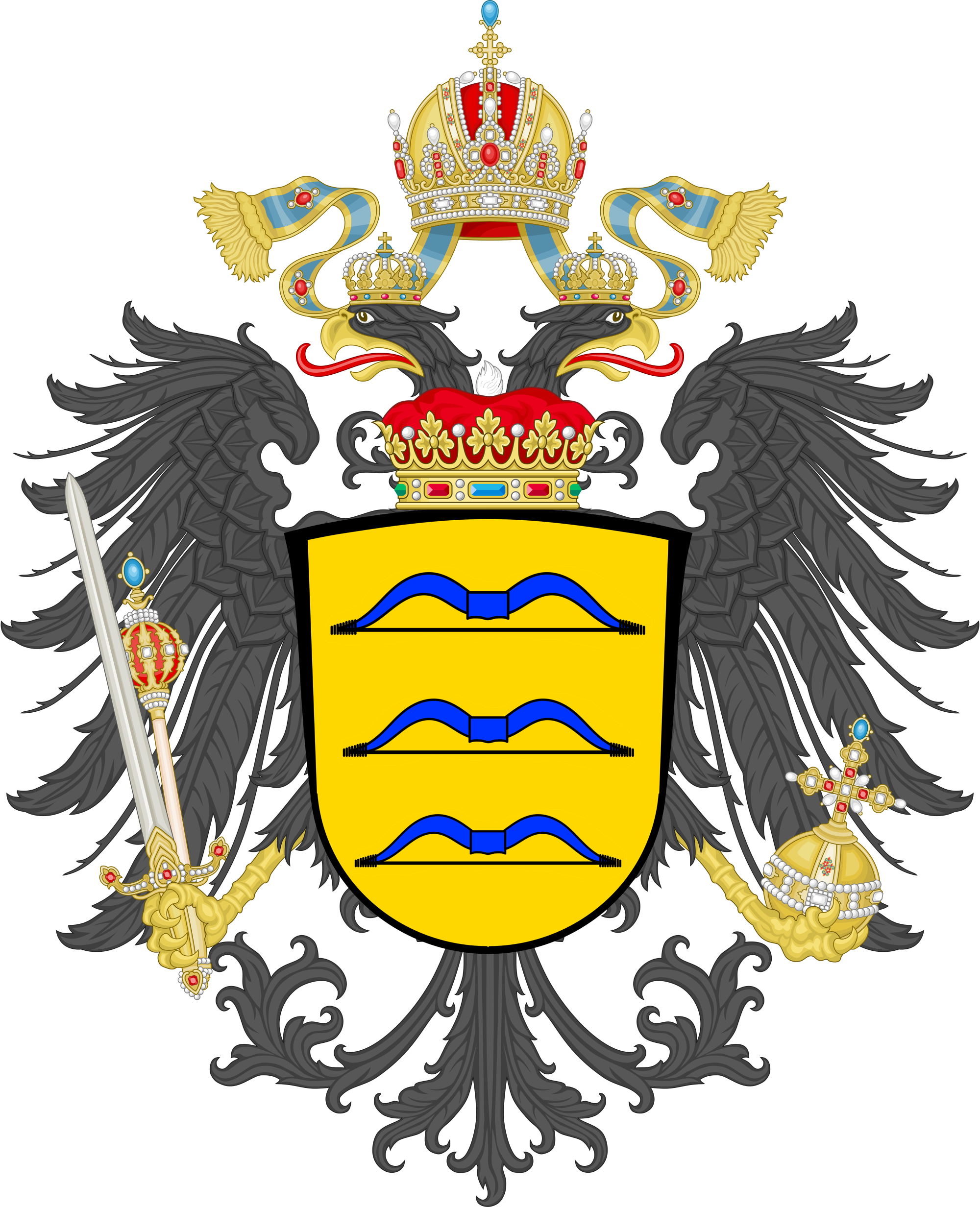
Grandes armes des comtes d'Arco-Zinneberg.

La comtesse Olympia est la troisième des six filles du comte Riprand von und zu Arco-Zinneberg (1955-2021), issu d'une famille comtale allemande et l'un des arrière-petit-fils en ligne féminine du roi Louis III de Bavière, et de son épouse l'archiduchesse Marie-Béatrice d’Autriche-Este (née en 1954). Par sa mère, elle est la petite-fille de l'archiduc Robert d'Autriche-Este (fils de Charles Ier, dernier empereur d'Autriche-Hongrie) et de la princesse Margherita de Savoie-Aoste (fille d'Amédée  de Savoie, duc d'Aoste). Elle est de ce fait, la nièce de l'archiduc Lorenz d'Autriche-Este, époux de la princesse Astrid de Belgique.
Olympia et son époux Jean-Christophe Napoléon ont pour ancêtres communs les plus proches, les rois Victor-Emmanuel II d'Italie et Louis-Philippe Ier des Français.
Olympia est diplômée en sciences politiques de l'université Yale.

### Mariage et descendance
La comtesse Olympia von und zu Arco-Zinneberg se fiance en mars 2019 avec Jean-Christophe, prince Napoléon (né à Saint-Raphaël le 11 juillet 1986), prétendant au trône impérial français ; ils s'étaient rencontrés pour la première fois au Luxembourg en 2002, lors de la fête d'anniversaire organisée pour les 18 ans du prince Félix de Luxembourg.
Le mariage civil a lieu le 17 octobre 2019 à l'hôtel de ville de Neuilly-sur-Seine et le mariage religieux est célébré deux jours plus tard en la cathédrale Saint-Louis-des-Invalides,,,, en présence des familles royale belge et grand-ducale luxembourgeoise et d'autres invités notables.
C'est la première fois en plus de deux cents ans qu'a lieu un mariage entre descendants des maisons de Habsbourg-Lorraine et Bonaparte.
Le prince et la princesse Napoléon sont les parents d'un fils, portant le prédicat d'altesse impériale et le patronyme Napoléon Bonaparte :
- le prince Louis Charles Riprand Victor Jérôme Marie, né le 7 décembre 2022 à Paris[9].

## Titulature
Les titres portés actuellement par les membres de la maison Bonaparte n'ont pas d'existence juridique en France et sont considérés comme des titres de courtoisie. Ils sont attribués par le « chef de maison ».
- 4 janvier 1988 – 17 octobre 2019 : Son Altesse Illustrissime[10] la comtesse Olympia von und zu Arco-Zinneberg (naissance) ;
- depuis le 17 octobre 2019 : Son Altesse Impériale la princesse Napoléon (mariage).

## Ascendance

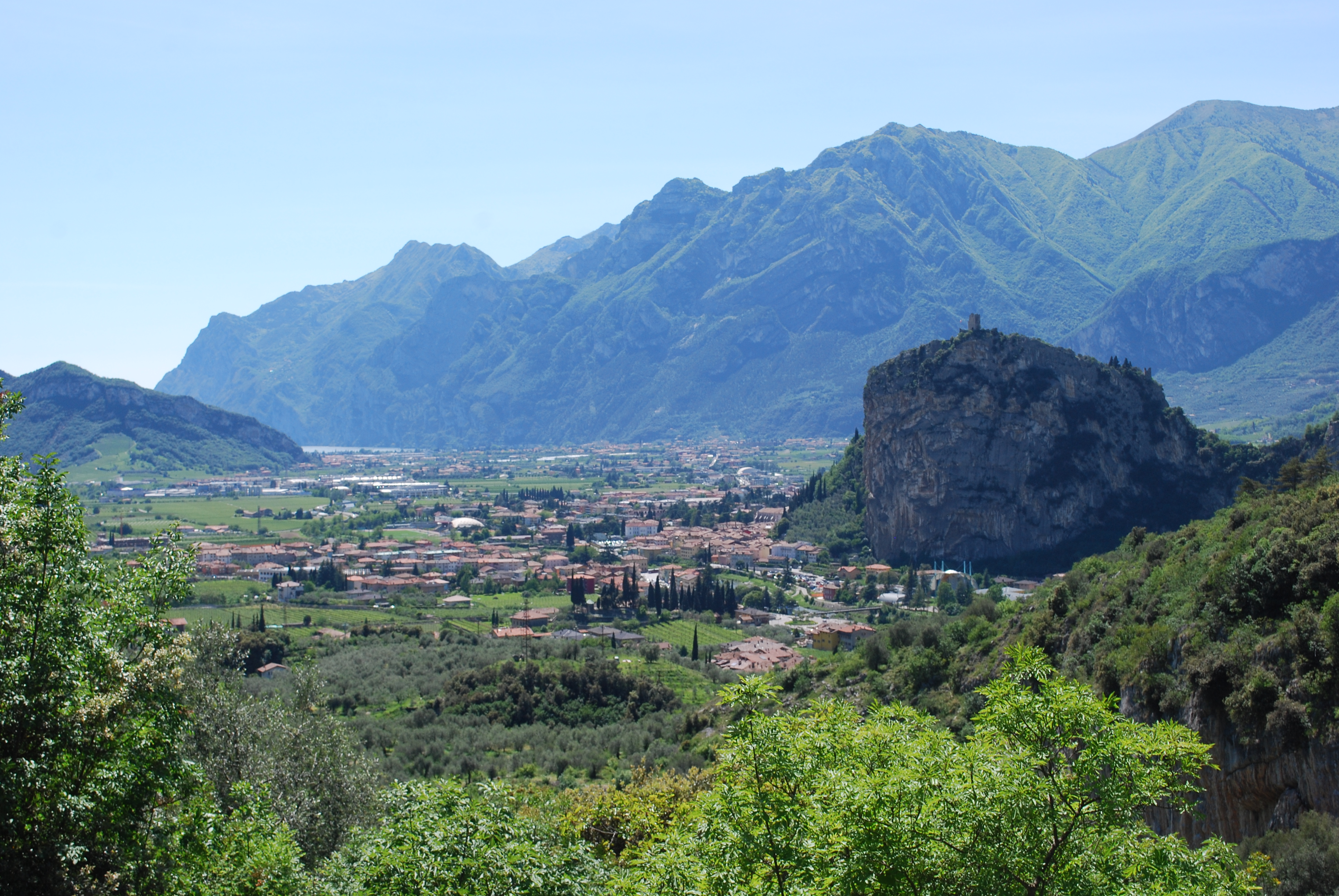
Le château (La Rocca) d'Arco (Italie), la ville et le lac de Garde.

La famille d'Arco est mentionnée pour la première fois dans un document de 1124 avec Fridericus de Archo, fils de Riprandus de Arcu. Leur château (La Rocca) d'Arco, d'abord probablement fief impérial dans le royaume d'Italie (Saint-Empire Romain), était à l'époque un fief de l'archidiocèse de Trente. En 1221, l'empereur Frédéric II éleva Frédéric d'Arco (mort en 1236) et ses neveux Adelbert et Riprand aux comtes d'Arco et de Torbole. En 1413, l'empereur Sigismond de Luxembourg éleva le comté à l'immédiateté impériale. Le château d'Arco s'est avéré être imprenable après plusieurs batailles. En 1614, après de violents combats, les comtes rendirent hommage aux Habsbourg en tant que nouveaux souverains, perdant ainsi leur immédiateté souveraine et devenant vassaux dans le comté de Tyrol. 

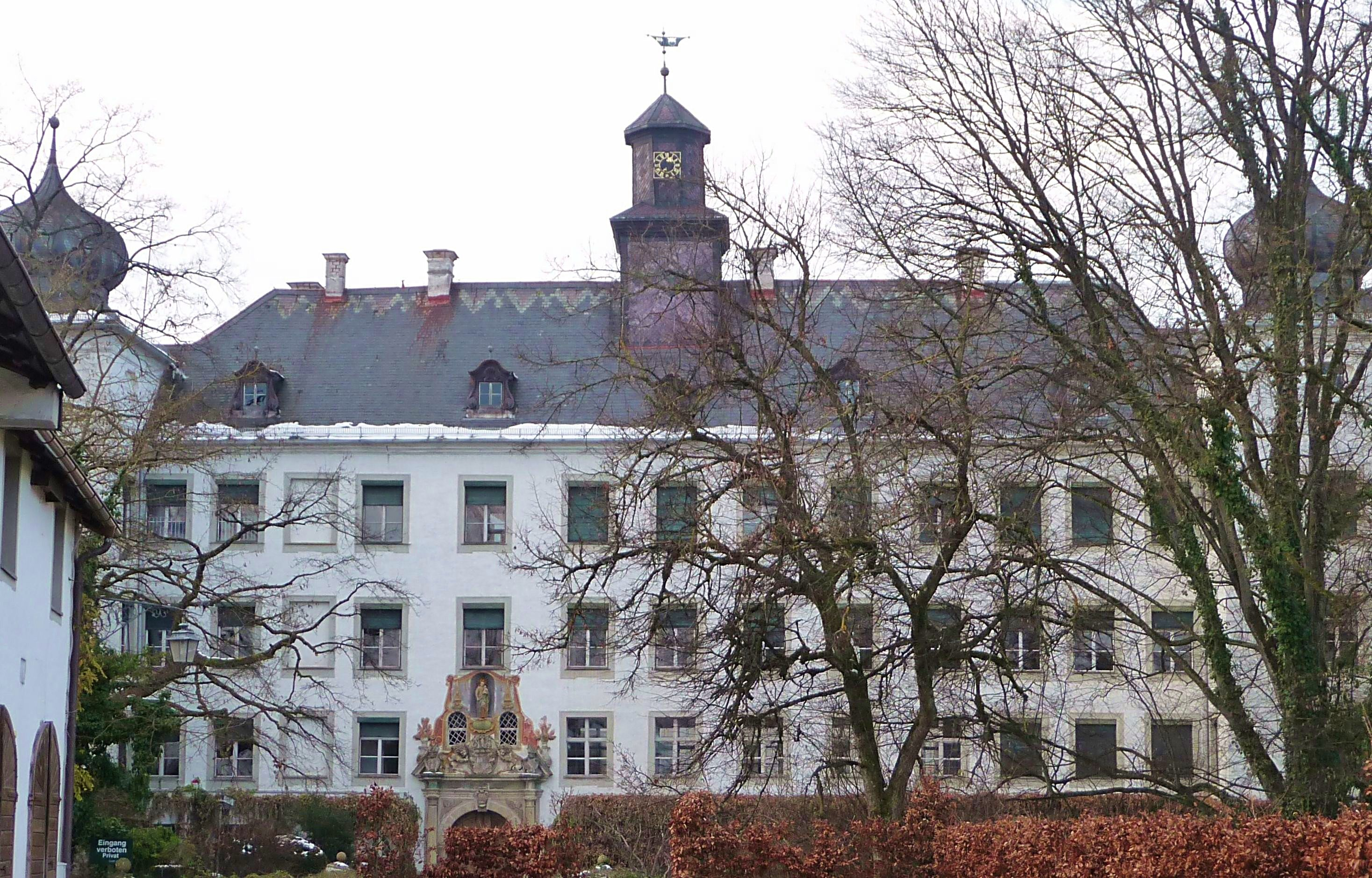
Le château de Moos (Bavière).

Vers 1700, une branche naquit en Bavière et y fit l'acquisition de nombreuses propriétés par mariage et héritage. Louis-Joseph comte d'Arco-Zinneberg (1773-1854) épousa Marie-Léopoldine de Modène en 1804, la veuve de Charles-Théodore de Bavière. Capable en affaires, la duchesse-électrice acquit de nombreux domaines, y compris des propriétés d'églises sécularisées, dont le château de Zinneberg, dont son fils cadet, le comte Maximilien, hérita. En 1940, les Arco-Zinneberg héritent du château de Moos (avec la brasserie Arcobräu) des comtes de Preysing, la maison des parents de la comtesse Olympia. Son père a également hérité du palais Arco-Zinneberg au Wittelsbacherplatz à Munich, du château de Sankt Martin im Innkreis en Autriche et, en 1998, a acheté le château de Vysoký Chlumec, en République tchèque, propriété de la famille de Lobkowicz.
Par sa mère, issue de la Maison de Habsbourg-Lorraine, Olympia von Arco-Zinneberg est une arrière-petite-fille de l'empereur Charles Ier d'Autriche, ainsi qu'une descendante des deux derniers rois ayant régné en France : Charles X (par son arrière-grand-mère Zita de Bourbon-Parme) et Louis-Philippe Ier (par son arrière-grand-mère Anne d'Orléans).